# Edwin Lord Weeks
Edwin Lord Weeks (Boston, 1849 – Parigi, novembre 1903) è stato un pittore statunitense.

## Biografia

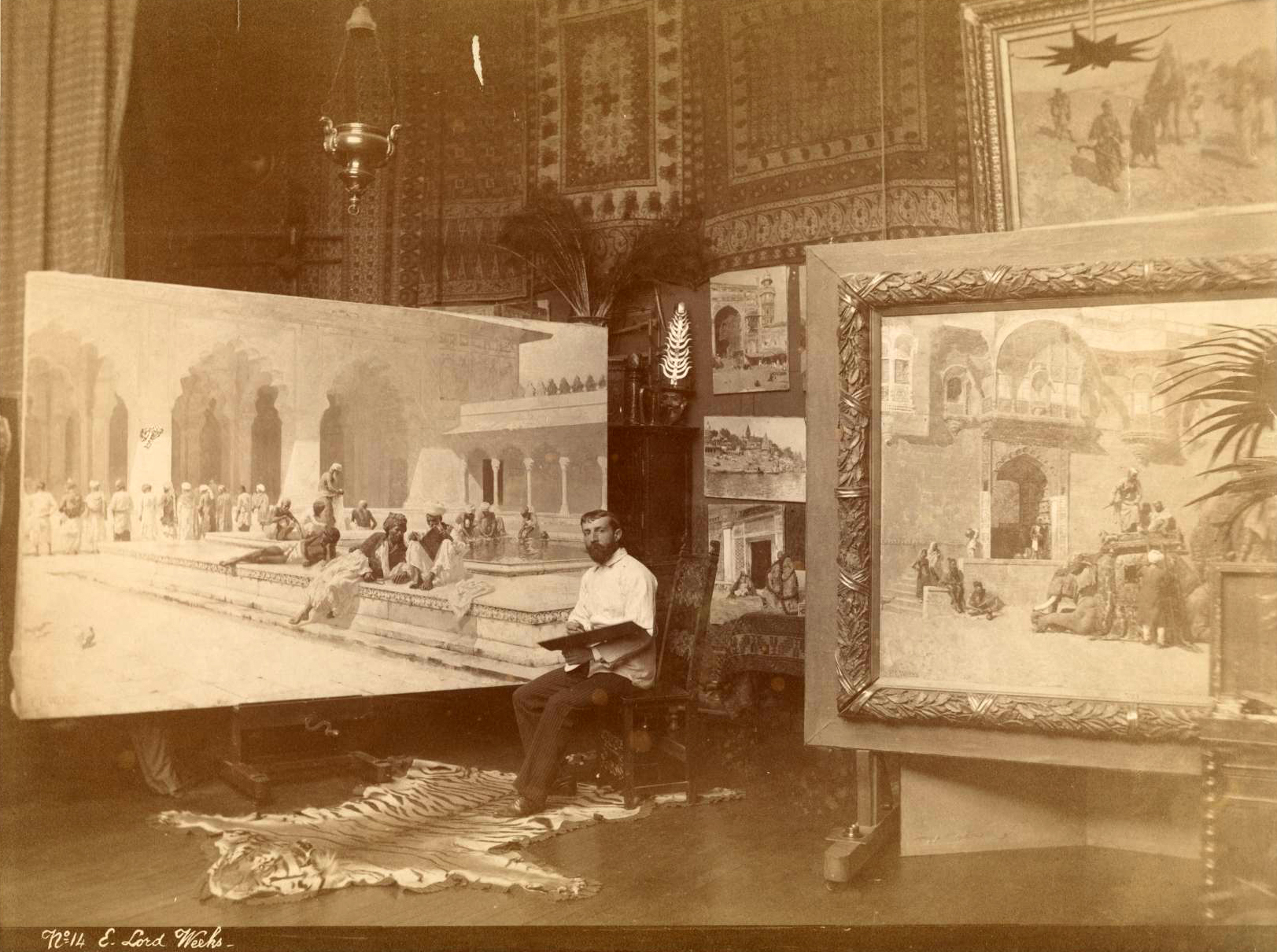
Edwin Lord Weeks.

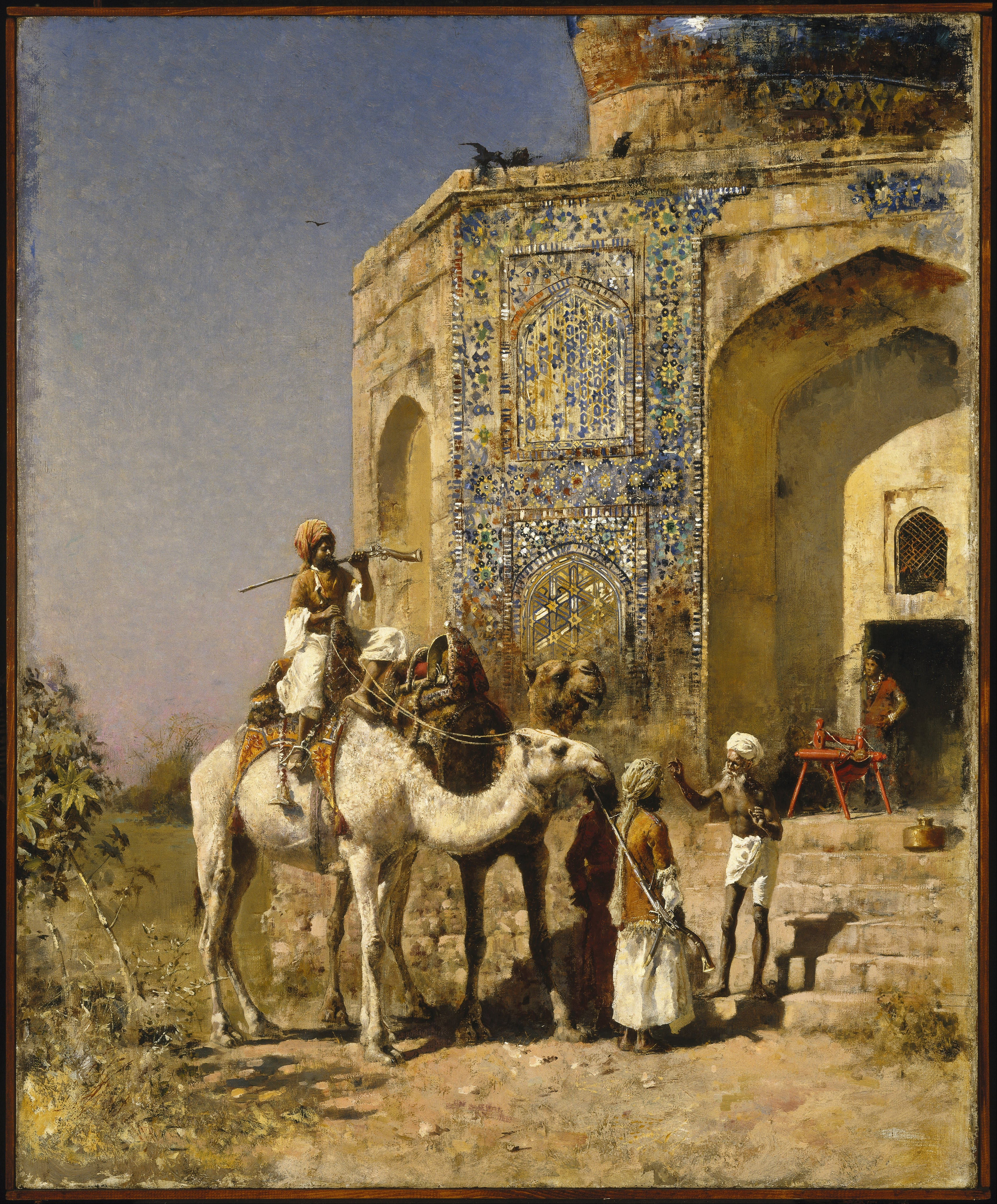
La moschea blu fuori Delhi, Brooklyn Museum, New York

Fu discepolo di Léon Bonnat e di Jean-Léon Gérôme, che era diventato in America il più importante pittore del genere Orientalista-Nord Africano. I genitori di Weeks erano mercanti di spezie molto influenti e risiedevano a Newton, un sobborgo di Boston; grazie allo stato sociale familiare il giovane Edwin poté dedicarsi alla pittura ed ai viaggi, i suoi principali interessi.
Nel 1870 soggiornò a Parigi e studiò alla École des Beaux-Art con Léon Bonnat e di Jean-Léon Gérôme. Dopo un periodo vissuto in Marocco tra il 1873 ed il 1880, si stabilì a Parigi e vi aprì il suo studio. Continuò a fare numerosi viaggi nel Medio Oriente, dipingendo e facendo numerose fotografie. La narrazione di uno dei suoi viaggi con illustrazioni da lui eseguite apparve a puntate su Harper's and Scribner's tra il 1893 ed il 1895. Viaggiò anche in Turchia, Persia e India e, come risultato, pubblicò nel 1896 un resoconto del viaggio intitolato From the Black Sea through Persia and India.
Weeks fu insignito della Legion d'onore francese e dell'Ordine di San Michele tedesco.